# Microsoft To Do
Microsoft To Do (попередня назва Microsoft To-Do) – програма для управління завданнями, на основі хмарних сервісів. Дозволяє своїм користувачам керувати завданнями зі смартфона, планшета та комп’ютера. Цю технологію розроблено командою Wunderlist, яку придбала Microsoft, а окремі програми вводяться в існуючу функцію завдань у асортименті продуктів Outlook.

## Історія
Microsoft To Do було вперше запущено для попереднього перегляду з базовими функціями у квітні 2017 року. Пізніше було додано більше функцій, зокрема спільний доступ до списку завдань у червні 2018 року.
У вересні 2019 року було випущено велике оновлення додатку з новим інтерфейсом користувача, більш схожим на Wunderlist. Назву також було дещо оновлено, було видалено дефіс із To-Do.

## Зовнішні посилання
- Офіційний сайт
- Microsoft To Do у соцмережі «Твіттер»